# リスト・ヤンコフ
リスト・ヤンコフ（Risto Jankov 、1998年9月5日 - ）は、北マケドニア・スコピエ出身のプロサッカー選手。FKラボトニツキ所属。ポジションはGK。

## 経歴

### クラブ
地元クラブであるFKラボトニツキの下部組織で育成され、2015年にトップチームに昇格。2017年8月、2部リーグ所属のFKロコモティヴァ・スコピエに期限付き移籍。
期限付き移籍からの復帰後、2018年2月24日のFKバルダール戦でトップチームデビューを果たした。

### 代表
2021年2月にフル代表のトレーニングキャンプに召集された、翌月の 2022 FIFAワールドカップ・ヨーロッパ予選で代表初招集を受けた。同リヒテンシュタイン戦でベンチ入りしたが、出場機会は無かった。5月20日、UEFA EURO 2020参加メンバーに選出された。しかし同大会での出場機会は無かった。